# Alimony (film, 1949)

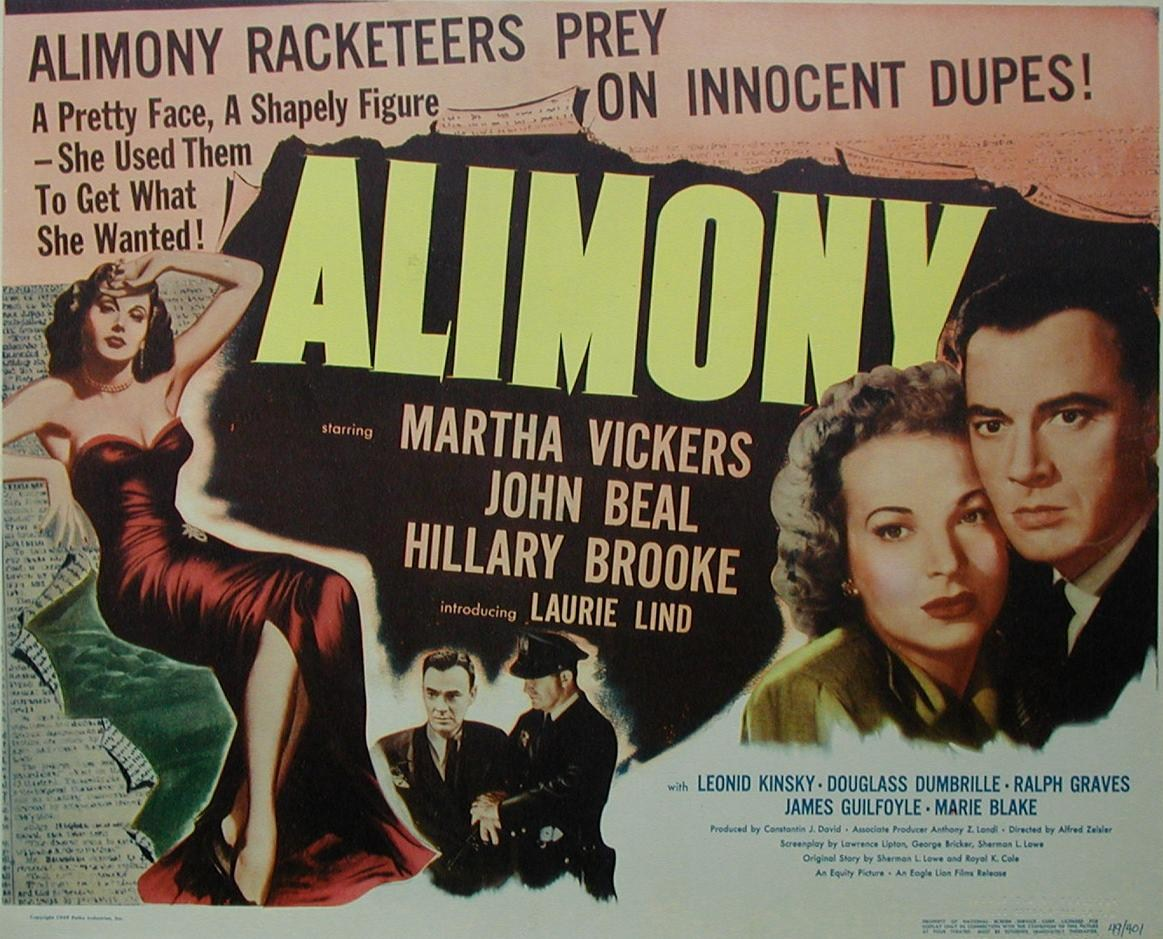
Poster du film

Alimony est un film américain réalisé par Alfred Zeisler et sorti en 1949.

## Synopsis
Paul Klinger est à la recherche désespérée de sa fille perdue, Kate. Il va voir un homme à New York, Dan Barker, un auteur-compositeur qui a connu Kate dans le passé lorsqu'elle vivait en ville. Dan dit à Paul que Kate a changé son nom en Kitty Travers, puis il continue à raconter ce qu'il sait de "Kitty" : Dan a rencontré Kitty lorsqu'elle cherchait du travail comme mannequin et qu'elle logeait par hasard dans la même pension que lui et sa petite amie Linda Waring. Un ami de Kitty lui a dit qu'elle pourrait travailler comme co-répondante dans des affaires de pension alimentaire où l'homme était piégé pour augmenter la somme du règlement. Elle commence à travailler pour un avocat, Burt Crail, et se retrouve impliquée dans un gros scandale, posant sur une photo avec un homme marié.
Kitty a apparemment montré des aptitudes pour ce travail et a gagné beaucoup d'argent. Elle finit par s'intéresser à Dan, juste au moment où il était sur le point de percer en tant qu'auteur-compositeur. Dan tombe amoureux de Kitty et lui écrit une chanson, rompant ainsi avec sa petite amie Linda. Lorsque Kitty a découvert que Dan n'allait pas avoir le succès escompté, elle l'a quitté et il a repris sa relation avec son ex Linda. Ils se marient, et c'est alors qu'il fait sa véritable percée, lorsque la chanson qu'il a écrite pour Kitty devient un succès. Kitty revient et veut une part du gâteau, exigeant de chanter la chanson lors de la tournée de Dan dans le pays. Là encore, Dan tombe amoureux de Kitty et finit par quitter sa femme. La relation ne survit que le temps de dépenser l'argent des royalties, puis Kitty quitte à nouveau Dan. Il est de nouveau retourné auprès de Linda, qui l'a repris.
Kitty est passée à de plus gros poissons, épousant un millionnaire du nom de George Griswold, mais travaillant à nouveau secrètement pour Crail. Crail s'arrange pour que Griswold soit photographié avec une autre femme, mais avant qu'ils n'obtiennent un accord, il s'avère que Griswold les a piégés tous les deux en envoyant un double, Curtis Carter. Crail et Kitty ont tous deux été arrêtés pour fraude, ainsi que plusieurs autres complices. Ceci conclut l'histoire de Dan sur Kitty. Lorsqu'il a terminé, Paul apprend que Kate, qui est en liberté conditionnelle après avoir purgé sa peine de prison, a été impliquée dans un accident de voiture et se trouve à l'hôpital.
Paul se rend à l'hôpital et rend visite à sa fille. Ils se réconcilient et il promet de l'aider à commencer une nouvelle et meilleure vie.

## Fiche technique
- Réalisation : Alfred Zeisler
- Scénario : Royal K. Cole, Sherman L. Lowe d'après une histoire de George Bricker et Lawrence Lipton
- Producteur : Constantin J. David
- Studio: Equity Pictures Corporation[1]
- Musique : Alexander Laszlo
- Photographie : Gilbert Warrenton
- Montage : Joseph Gluck
- Durée : 70 minutes
- Date de sortie :
  - États-Unis : 11 juin 1949

## Distribution
- Martha Vickers : Kitty Travers aka Kate Klinger
- John Beal : Dan Barker
- Hillary Brooke : Linda Waring
- Laurie Lind : Helen Drake
- Douglass Dumbrille : Burton (Burt) Crail
- James Guilfoyle : Paul Klinger
- Marie Blake : Mrs. Nesbitt
- Leonid Kinskey : Joe Wood
- Ralph Graves : George Griswold / Curtis P. Carter
- William Ruhl : Fred Richards
- Harry Lauter : Docteur